# Quartet de corda núm. 14 (Xostakóvitx)
El Quartet de corda núm. 14 en fa sostingut major, op. 142, va ser compost per Dmitri Xostakóvitx entre el 1973. Va ser estrenat pel Quartet Beethoven (Dmitri Tsiganov, Nikolai Zabavnikov, Fiódor Drujinin, Serguei Xirinski) el 12 de novembre de 1973 a la Sala Glinka de Leningrad. El va dedicar a Serguei Xirinski, violoncel·lista del Quartet.

## Estructura
L'obra té tres moviments amb una durada aproximada de 27 minuts:
1. Allegretto
2. Adagio
3. Allegretto

## Origen i context
A la dècada dels setanta, la Unió Soviètica va reforçar el seu poder intern sota el lideratge inflexible de Leonid Bréjnev, mentre creixien moviments dissidents entre els intel·lectuals. Xostakóvitx, diagnosticat amb càncer de pulmó i afectat per una malaltia muscular, feia més d'un any que no componia. Profundament deprimit per la mort d'amics propers com David Óistrakh, es mostrava poc en públic. Tot i això, va trobar forces per viatjar als Estats Units i reprendre la composició, creant el Catorzè Quartet, una obra complexa que va generar tensions fins i tot amb els intèrprets del Quartet Beethoven durant els assajos.
Durant aquell estiu, Xostakóvitx va viatjar a la Gran Bretanya i va visitar la ciutat costanera d'Aldeburgh, on vivia el seu amic Benjamin Britten. Tres anys abans, li havia dedicat la Catorzena Simfonia i admirava profundament la seva obra, especialment el War Requiem. Després d'un procés de nou mesos, Xostakóvitx va completar el seu quartet el 23 d'abril de 1973 a Moscou, després d'haver passat dues setmanes i mitja a Repino, prop de Leningrad, i haver viatjat a Copenhaguen per rebre el premi danès Sonning.
A partir de l'Onzè Quartet, Xostakóvitx va començar a dedicar cadascun dels seus quartets a un dels membres fundadors del Quartet Beethoven, que fins aleshores havia interpretat gairebé totes les seves obres per a quartet de corda, excepte la primera. El Quinzè Quartet, però, va trencar aquesta tradició per segona vegada. Aquesta obra va ser dedicada al violoncel·lista Serguei Xirinski, amb qui Xostakóvitx mantenia una amistat des de 1926. Així com en el Tretzè Quartet havia cedit el protagonisme a la viola, en aquest cas és el violoncel qui assumeix el paper principal.
Després de la intensitat aclaparadora del Tretzè Quartet, compost en un sol moviment, el Catorzè presenta una estructura que, a primera vista, sembla més convencional. És el més accessible dels quartets tardans més foscos de Xostakóvitx. No obstant això, la força de les seves textures i la profunditat emocional que transmet continuen sent igual de poderoses i evidents.